# María Eugenia Arria
María Eugenia Arria Nucete (Caracas, 25 de junio de 1951) es una artista plástica y docente venezolana.

## Biografía y carrera profesional
Nació en Caracas, el 25 de junio de 1951. Es hija de Ligia Nucete Salas y Edgardo Arria y pariente de José Vicente Nucete Sardi. Cursó sus estudios de primaria y secundaria en la misma ciudad. En el año 1969, Arria ingresa a la Escuela de Letras de la Universidad Central de Venezuela. Entre 1970 y 1971 cursa la carrera de Derecho en  la Universidad Católica Andrés BelloPosteriormente, retoma sus estudios en Letras. En 1974 se inscribió en la Escuela Superior de Artes Decorativas de París (Ecole Nationale Supérieure des Arts Décoratifs), donde estudió hasta el año 1978  En 1979 obtiene un espacio para su primera exposición individual en el Cité International des Arts, presentando sus obras en dos oportunidades; primero en 1980 y posteriormente en 1982 Estudió en el Ecole des Hautes Etudes en Sciences Sociales entre 1981 y 1982. 
Arria se ha desempeñado como dibujante y grabadora. Ha expuesto en varias oportunidades en la Sala Mendoza desde 1981. En 1983 expone en el Salón de Montrouge (Francia) y realiza varios grupos de imágenes. En 1984, se muda a Suiza y dos años más tarde contrae matrimonio con Markus Wirz Durante los años 1990, Arria participó en exposiciones colectivas en Santo Domingo (1992), Buenos Aires (1992), Santiago de Chile (1993) y Pekín (1995) En 1991, expuso en la exposición colectiva «De Caracas a Bogotá. 20 artistas venezolanos en Bogotá» , en conjunto con artistas como Sigfredo Chacón y Samuel Baroni. Durante esta época, Arria fue parte de  varias exposiciones colectivas en  Maracay, Valencia y Ciudad Bolívar En el  año 2013, participó como artista invitada del XVI Salón Supercable Jóvenes con FIA. En el 2016, participó en el Concurso de vitrales para la Escuela de Enfermería de la Universidad Central de Venezuela. Ese mismo año participó en la exposición colectiva Revisiones, la cual se centró en obras de los años 1980 y 1990. En la actualidad, María Eugenia Aria imparte clases en la Universidad Nacional Experimental de las Artes.

## Estilo
Para la crítica, Arria posee dos etapas artísticas, una que abarca desde 1980 a 1985 y otra que inicia en 1989 y continúa en la actualidad. La segunda etapa se caracteriza por el predominio de la luz y el color, en comparación a su primera etapa. Marta Traba incluye a María Eugenia Arria en la vanguardia latinoamericana. Asimismo, Arria fue influenciada por el Expresionismo abstracto norteamericano, mas no estuvo involucrada con los grupos artísticos venezolanos de la década de los setenta. Uno de los principales elementos de su obra es el estudio de la línea. Para María Elena Ramos, la artista parte de «lo que se percibe en directo por los cinco sentidos», lo reduce a la luz y el color. Por otra parte, Arria realizó obras basadas en el informalismo.

## Obras

### Compilaciones
- Pinturas y dibujos. Cualidades móviles del color luz (1991)
- María Eugenia Arria: obra gráfica y pictórica 1980-1999 (1999)
- Umbrales (1991)[15]

### Obras destacadas
- Entrada a la gruta de Aurangabad (1994)
- Devata, divinidad femenina (1991)